# Лайош Коша (футболіст)
Лайош Коша (угор. Kósa Lajos, 11 червня 1898 — 24 грудня 1966) — угорський футболіст, що грав на позиції нападника. Відомий виступами, зокрема, за клуб «Уйпешт», а також національну збірну Угорщини.

## Клубна кар'єра
У складі «Уйпешт» дебютував у сезоні 1919–1920 і грав до завершення сезону 1923-1924. З командою двічі ставав срібним призером Чемпіонату Угорщини і двічі бронзовим призером.
У 1922 році у фіналі кубка Угорщини «Уйпешт» грав з «Ференцварошем» і Кошавідзначився голом уже на 73-й хвилині матчу, а сам матч завершився нічиєю 2:2. У переграванні «Уйпешт» поступився з рахунком з рахунком 0:1. За рік клуб знову дійшов до фіналу змагань, але Лайош у вирішальній грі не грав.
Загалом у складі «Уйпешта» зіграв у чемпіонаті 83 матчі і забив 16 голів.

## Виступи за збірну
15 червня 1922 року зіграв свій єдиний офіційний матч у складі національної збірної Угорщини в грі проти збірної Швейцарії (1:1).

## Досягнення
- Срібний призер Чемпіонату Угорщини: (2)

«Уйпешт»: 1920–1921, 1922–1923
- Бронзовий призер Чемпіонату Угорщини: (2)

«Уйпешт»: 1921–1922, 1923–1924
- Фіналіст Кубка Угорщини: (2)

«Уйпешт»: 1922, 1923

### Статистика виступів за збірну
| Дата       | Місто    | Господарі | Результат | Гості     | Турнір           | Голи | Примітки |
| ---------- | -------- | --------- | --------- | --------- | ---------------- | ---- | -------- |
| 15/06/1922 | Будапешт | Угорщина  | 1 – 1     | Швейцарія | товариський матч | -    |          |
| Усього     |          | Матчів    | 1         |           | Голів            | 0    |          |